# Usługi społeczne
Usługi społeczne – jeden z rodzajów usług publicznych.

## Definicja
W literaturze naukowej i aktach normatywnych brak jest ujednoliconej definicji usług społecznych.
Według Mirosławy Janoś-Kresło usługi społeczne to wszelkie działania, czynności skierowane na człowieka, których celem jest kształtowanie i wzbogacanie jego zasobów fizycznych i intelektualnych, w wyniku których oddziaływania tworzy się kapitał ludzki. Czesław Bywalec zdefiniował ten termin w 1994 jako społecznie użyteczne czynności człowieka (zespołu ludzi) skierowane na innego człowieka (zespół ludzi), których efekt jest niematerialny. Wiesław Wańkowicz określił usługi społeczne jako grupę usług związanych z tak zwanymi miękkimi dziedzinami życia.
Ryszard Szarfenberg w 2009 wyróżnił zarówno szerokie, jak i wąskie ujęcie tematu. W ujęciu szerokim mają to być wszystkie działania i administracje, które zajmują się społecznymi potrzebami obywateli, czyli transfery pieniężne, usługi opieki zdrowotnej, edukacja, usługi opiekuńcze, usługi mieszkaniowe, usługi zatrudnieniowe i wyspecjalizowane usługi dla różnych grup docelowych (dzieci, nadużywający substancji psychoaktywnych, ludzie z problemami psychospołecznymi, etc.). W ujęciu wąskim sprowadził on traktowanie usług społecznych jako świadczenia w naturze w przeciwieństwie do świadczeń pieniężnych (np. zasiłków pieniężnych) odniesionego głównie do opieki nad dziećmi, osobami starszymi i niepełnosprawnymi oraz do wyspecjalizowanych usług związanych z profesją pracy socjalnej.
Według komunikatu Unii Europejskiej „Usługi świadczone w interesie ogólnym, w tym usługi socjalne świadczone w interesie ogólnym: nowe zobowiązanie europejskie” z 2007, usługi społeczne są to usługi zorientowane na osobę, przeznaczone do zaspokajania życiowych potrzeb człowieka, zwłaszcza potrzeb słabszych grup w społeczeństwie. Mają zapewniać ochronę przed ogólnymi i szczególnymi zagrożeniami dla życia oraz pomagać w realizacji osobistych wyzwań, jak również wspierać w sytuacjach kryzysowych. Mają też pełnić rolę zapobiegawczą i integrować społecznie wszystkich członków populacji, niezależnie od ich stanu posiadania czy dochodów, a także przyczyniać się do zwalczania dyskryminacji, zapewnienia równości płci, poprawy warunków życia i tworzenia równych szans dla wszystkich, zwiększając tym samym zdolność jednostek do pełnego uczestnictwa w życiu społecznym.

## Składowe
W latach 80. XX wieku Gosta Esping-Andersen za Tomem Elfringiem do społecznych zaliczył usługi edukacyjne, zdrowotne oraz związane z opieką. Tom Elfring stwierdził, że usługi społeczne różnią się od pozostałych tym, że mają nierynkowy charakter. Są one głównie udzielane przez państwo, ale też przez organizacje działające nie dla zysku, prywatne firmy i profesje. W tych ostatnich przypadkach zwykle są subsydiowane przez państwo.
Barbara Szatur-Jaworska w 2008 wymieniła następujące dziedziny usług społecznych: edukację i wychowanie, ochronę zdrowia, pomoc społeczną, resocjalizację, kulturę, rekreację i wypoczynek, a także socjalne budownictwo mieszkaniowe.

## Dostępność usług społecznych
Dostępność usług społecznych to adekwatna do potrzeb osób możliwość korzystania przez nie z tych usług na terenie gminy, ewentualnie w najbliższym sąsiedztwie. Jest ona wypadkową kilku czynników, m.in.: usługa musi być świadczona na danym terenie, potencjalni użytkownicy muszą wiedzieć o danej usłudze i mieć możliwość wejścia w relację z instytucjami i osobami świadczącymi usługę, ponadto osoby muszą być przekonane, że dana usługa zaspokoi ich potrzebę oraz potrzebna jest choćby minimalna aktywność potencjalnego użytkownika, by z danej usługi skorzystać.
Dostępność usług społecznych może być ograniczona przez różne bariery. Obecnie w literaturze naukowej identyfikuje się pięć typów barier:
- wykluczenie komunikacyjne, inaczej bariera transportowa
- specyfika geograficzna, gospodarcza i społeczno-kulturowa badanych obszarów
- organizacja usług społecznych
- przepisy prawne
- ograniczenia występujące po stronie odbiorców usług

Najważniejszą barierą w dostępie mieszkańców gmin na obszarach wiejskich do wszelkiego typu usług jest bariera transportowa (komunikacyjna), której istotę stanowią trudności w przemieszczaniu się w przestrzeni na odległości większe niż te, jakie dana osoba może pokonać pieszo lub przy pomocy łatwo dostępnego środka transportu.
Poprawie jakości usług społecznych służą między innymi normy prawne określające zasady ich dostępności. W Polsce obowiązuje ustawa z dnia 19 lipca 2019 r. o zapewnieniu dostępności osobom ze szczególnymi potrzebami oraz ustawa z dnia 26 kwietnia 2024 r. o zapewnianiu spełniania wymagań dostępności niektórych produktów i usług przez podmioty gospodarcze.